# Manuel Guggenberger
Manuel Guggenberger (* 22. Oktober 1980 in Innsbruck, Tirol) ist ein österreichischer ehemaliger Kinderdarsteller.

## Leben
Guggenbergers jüngerer Bruder ist der österreichische Staatsmeister in Skeleton Matthias Guggenberger.
Manuel Guggenberger verkörperte in der Serie Der Bergdoktor ab 1992 in 72 Episoden Maximilian „Maxl“ Burgner, den Sohn des Bergdoktors Thomas Burgner, gespielt von Gerhart Lippert. Danach gab er die Schauspielerei auf.
Er studierte von 2004 bis 2011 Architektur an der Universität Innsbruck (Leopold-Franzens-Universität). Für seine Diplomarbeit verbrachte er 2010 ein halbes Jahr in Mexiko. 2018 gründete er sein Architekturbüro Guggenberger Architekten in Pfaffenhofen (Tirol).

## Filmografie
- 1992–1998, 2005: Der Bergdoktor